# Caudipteryx
Caudipteryx ("repno pero") je rod teropodnih dinosaura veličine pauna koji su živjeli tijekom perioda rane krede prije oko 124,6 milijuna godina. Imali su perje i bili su zapanjujuće slični pticama.
Do sada su opisane dvije vrste: C. zoui (tipična vrsta, 1998.) i C. dongi (2000.).
Fosili Caudipteryxa prvi put su otkriveni u formaciji Yixian u području Sihetun provincije Liaoning, na sjeveroistoku Kine 1997. godine.

## Opis
Caudipteryx, kao i mnogi drugi maniraptori, ima interesantnu mješavinu gmazovskih i ptičjih osobina.
Caudipteryx je imao kratku, kockastu lubanju s njuškom nalik na kljun u kojoj se samo u prednjem dijelu gornje čeljusti zadržalo nekoliko zuba. Imao je zdepast trup, duge noge i vjerojatno je bio brz trkač.
Caudipteryx je imao kratak rep očvrsnut prema vrhu, s malo kralježaka, kao i kod ptica i drugih oviraptosaura. Imao je primitivnu karlicu i rame i primitivnu lubanju. Na ruci je imao skraćen treći prst, kao i kod primitivnih ptica i roda Ingenia.
Caudipteryx je imao processus uncinatuse na rebrima, zube poput onih kod tadašnjih ptica, prvi nožni prst koji je možda bio djelomično obrnut i proporcije tijela kao kod današnjih ptica neletačica.

## Paleobiologija

### Perje
Na rukama Caudipteryxa nalazilo se simetrično perje dugo 15–20 cm. To primarno perje je oko drugog prsta bilo raspoređeno u lepezu, kao i primarna pera ptica i drugih maniraptora. Ni kod kojeg fosila Caudipteryxa nije očuvano sekundarno perje na prednjim udovima kao kod dromeosaurida, Archaeopteryxa i današnjih ptica. To perje se ili nije očuvalo ili ga nije ni imao. Na kratkom repu postojala je još jedna lepeza od perja. Mala dužina i simetrija tog perja, kao i mala dužina ruku u odnosu na veličinu tijela ukazuju na to da Caudipteryx nije mogao letjeti.
Tijelo je bilo pokriveno kratkim, jednostavnim perjem nalik na paperje.

### Ishrana
Za Caudipteryxa se smatra da je bio svežder. Gastroliti su očuvani barem kod dva primjerka (NGMC 97 4 A i NGMC 97 9 A). Kao i kod nekih dinosaura biljoždera, Sapeornisa i današnjih ptica, ti gastroliti se obično očuvaju na mjestu na kojem se nalazio želudac.

## Paleoekologija
Svi fosili Caudipteryxa pronađeni su u formaciji Yixian u Liaoningu, Kina. Specifično, pronađeni su u malenom području Jianshangou, blizu grada Zhangjiakoua. Izgleda da su bili prilično česti, iako izolirani na ovu malu regiju. Specifičnu regiju u kojoj je živio Caudipteryx nastanjivali su i drugi pernati dinosauri Dilong i Sinornithosaurus.

## Implikacije
Otkriće Caudipteryxa dovelo je do mnogih intenzivnih istraživanja o srodnosti ptica i dinosaura. Predložene su sljedeće pozicije: Caudipteryx je ili pripadnik Oviraptorosauria, ili ptica, ili oboje, a ptice su ili dinosauri ili nisu.
Budući da Caudipteryx ima jasno izraženo kompleksnije perje, kao ono kod današnjih ptica, a i jer je u raznim analizama smatran kao oviraptorid (a ne ptica), u vrijeme svoga otkrića on je bio najjasniji i najprostiji dokaz da su ptice potekle od dinosaura. Lawrence Witmer je izjavio:
"Prisustvo perja kod teropoda koji očito nije ptica ima retorički uticaj atomske bombe, pokazujući da je sumnjati u evoluciju ptica od dinosaura smiješno."
Međutim, nisu se svi znanstvenici složili da Caudipteryx nije bio ptica, a neki od njih su nastavili sumnjati u generalni konsenzus. Paleoornitolog Alan Feduccia vidi Caudipteryx kao pticu neletačicu koja je evoluirala od ranijih arhosaurskih teropoda, a ne od naprednijih teropoda. Jones et al. (2000.) su na osnovu matematičkih usporedbi proporcija tijela ptica neletačica i teropoda zaključili da je Caudipteryx bio ptica. Dyke i Norell (2005.) su kritizirali taj rezultat zbog nedostataka u korištenim matematičkim metodama, a njihovi vlastiti rezultati dokazali su suprotno.
Drugi istraživači koji nisu bili uključeni u debatu o podrijetlu ptica, kao što je Zhou, priznali su da je pravo srodstvo Caudipteryxa diskutabilno.

## Klasifikacija
Konsenzus, koji se zasniva na nekoliko kladističkih analiza, glasi da je Caudipteryx primitivan pripadnik Oviraptoridae, a da su oviraptoridi teropodi, a ne ptice. Incisivosaurus je jedini još primitivniji oviraptorid od njega.
Halszka Osmólska et al. (2004.) su izveli jednu kladističku analizu kojom su došli do drugačijeg zaključka. Zaključili su da najpticolikije osobine oviraptorida njih zapravo svrstavaju u ptice, što znači da je Caudipteryx i oviraptorid i ptica. Prema toj analizi, ptice su evoluirale od primitivnijih teropoda, a jedna linija ptica izgubila je sposobnost leta, ponovo razvila neke primitivne osobine i dovela do oviraptorida. Ta analiza bila je dovoljno ubjedljiva da je uključena i u neke knjige o paleontologiji, kao što je Bentonova Vertebrate Paleontology (2005.).
Mišljenje da je Caudipteryx bio sekundarna neletačica također preferiraju Gregory S. Paul, Lü et al., i Maryańska et al.
Neki drugi, kao što su Stephen Czerkas i Larry Martin, zaključili su da Caudipteryx uopće nije bio teropod. Oni smatraju da je Caudipteryx, poput svih maniraptora, ptica neletačica, a da su ptice evoluirale od arhosaura koji nisu bili dinosauri.

## Vanjske poveznice
- Australski muzej: Kineski dinosauri: Caudipteryx zoui. Retrieved 2007-FEB-19.
- Prirodoslovni muzej okruga Los Angeles: Od dinosaura do ptica: Caudipteryx. Retrieved 2007-FEB-19.
- Research Casting International: Model vrste Caudipteryx zoui. Retrieved 2007-FEB-19.
- CNN: Znanstvenici: Fosili dokazuju da su ptice evoluirale od dinosaura  Arhivirana inačica izvorne stranice od 17. studenoga 2007. (Wayback Machine). Retrieved 2007-AUG-10